# Веселе (селище, Мелітопольський район)
Весе́ле — селище Мелітопольського району Запорізької області, центр Веселівської селищної громади, колишній центр Веселівської волості Мелітопольського повіту Таврійської губернії.
У селищі є залізнична станція — Нововесела.

## Назва
Згідно з найпоширенішою версією, вважається, що чумаки, які їхали в Крим по сіль і зупинялись на відпочинок на схилах балки Малий Менчикур, називали це місце веселим.

## Географія

### Розташування
Селище міського типу Веселе розташоване в південно-західній частині Запорізької області за 4 км від Каналу Р-3 та за 126 км від облцентру, на перетині автомобільних доріг Т 0805, Т 0811, Т 0817. Через селище проходить залізниця, станція Нововесела.

### Клімат
Клімат Веселого обумовлений розташуванням селища в степовій зоні — помірно континентальний з яскраво вираженими посушливими явищами. Середня річна температура становить від 8 до 10°С, середня температура січня −4°С, а липня +25°С.
Середня кількість опадів становить 300—350 мм.

## Історія
Перша згадка про селище датована 1815 роком, коли 30 сімей державних селян із Бєлгородського повіту Курської губернії, що осіли на землях поміщика Рахманова на правах орендарів-десятинників, отримали ділянки землі на схилах балки Малий Менчикур, у центрі якої було невелике мальовниче озеро. Населення Веселого збільшувалося за рахунок десятків сімей з Полтавщини та селян, що тікали із центральних губерній Росії від кріпацтва.
У 1851 році відкрили першу школу в Веселому. У ній навчалось 145 хлопчиків та 30 дівчаток.
У 1858 році в Веселому налічувалось понад 400 дворів із населенням близько 3 тис. осіб. У користуванні Веселівської земельної громади перебувало 16 013 десятин землі, у тому числі 700 присадибних і 2500 толоки. За даними 10-ї ревізії 1858 року на душу населення припадало по 11 десятин землі.

Храм Покрови Пресвятої Богородиці

Протягом 25 років після земельної реформи 1866 року, внаслідок якої селяни зберегли за собою землю, за що сплачували данину, а пізніше викупні внески, населення Веселого збільшилось майже вдвічі. У 1884 році в селі налічувалось 810 дворів, де проживало 5182 осіб, а в 1906 році — 8400 осіб.
Друга половина XIX століття — період інтенсивного розвитку приватних підприємств у Веселому. На 1875 рік в селищі діяли 2 цегляних заводи, 2 парові машини, понад 10 вітряних млинів, ряд господарських приміщень.
Станом на 1886 рік у селі мешкало 4312 осіб, налічувалось 672 двори, існували 2 православні церкви, школа, 8 лавок, 2 бондарні, колісний завод, різниця, 3 горілчаних склади, відбувалось 2 щорічних базари по четвергах. За 8 верст — цегельний завод. За 20 верст — молитовний будинок, школа. За 25 верст — молитовний будинок, школа.
Напередодні першої світової війни в селі проживало близько 9 тис. осіб. Веселе забудовувалося без будь-якого плану, здебільшого саманними хатами або ж землянками. Лише в центрі стояли кам'яні будинки багатіїв, крамниці та склади. Убогі бідняцькі житла тулилися вздовж вузьких і кривих вуличок, які в негоду ставали непролазними від багнюки. У селі діяли дві невеликі цегельні, п'ять парових млинів, кілька вітряків, кустарні майстерні чинбарів, кравців і шевців. Були кінна станція, поштове відділення і телеграф.
7 (20) листопада 1917 року, відповідно до Третього Універсалу Української Центральної Ради, увійшло до складу Української Народної Республіки.
Внаслідок поразки Перших визвольних змагань село надовго окупували радянські загарбники.
У період Другої світової війни понад 5000 мешканців Веселого воювали на всіх фронтах, 3730 загинуло.
З 24 серпня 1991 року селище входить до складу незалежної України.
У ніч проти 17 березня 2015 року в місті невідомі завалили пам'ятник Леніну.
12 червня 2020 року, відповідно до розпорядження Кабінету Міністрів України № 713-р «Про визначення адміністративних центрів та затвердження територій територіальних громад Запорізької області», увійшло до складу Веселівської селищної громади.
19 липня 2020 року, в результаті адміністративно-територіальної реформи та ліквідації  Веселівського району увійшло до складу Мелітопольського району.
На початку російського вторгнення в Україну 2022 року селище окупували російські терористи.

## Населення

### Чисельність населення
| 1959 | 1979   | 1989   | 2001   | 2016   |
| ---- | ------ | ------ | ------ | ------ |
| 7545 | 10 599 | 12 290 | 11 096 | 10 063 |

### Мова
Розподіл населення за рідною мовою за даними перепису 2001 року:
| Мова              | Кількість | Відсоток |
| ----------------- | --------- | -------- |
| українська        | 6768      | 60.98%   |
| російська         | 4251      | 38.30%   |
| вірменська        | 40        | 0.36%    |
| білоруська        | 6         | 0.05%    |
| румунська         | 6         | 0.05%    |
| болгарська        | 2         | 0.02%    |
| кримськотатарська | 1         | 0.01%    |
| німецька          | 1         | 0.01%    |
| інші/не вказали   | 1         | 0.22%    |
| Усього            | 11098     | 100%     |

## Промисловість
Промисловість Веселого представлена ВАТ "Веселівський завод «СЗМ» (підприємство харчової переробної промисловості) та ЗАТ «Продмаш-Веселе». 2 лютого 2018 року здано в експлуатацію сонячну електростанцію потужністю 16 тисяч кВт.

## Культура та освіта
У селищі розташований Веселівський районний будинок культури та Веселівська центральна районна бібліотека для дорослих та дітей.
Діють навчальні заклади: Веселівська районна різнопрофільна гімназія, загальноосвітні школи № 1 та № 2 (І-ІІІ ст.), дитяча музична школа.

## Персоналії
В поселенні народився:
- Василенко Іван Опанасович (1899—1970) — радянський мовознавець, педагог.

Почесні громадяни:
- Бобров Леонід Семенович (1906—1988) — працював головним лікарем районної лікарні. Відзначений медаллю «За перемогу над Німеччиною» та пам'ятним знаком «Перемога в Великій Вітчизняній війні».
- Боброва Марія Митрофанівна (1918—1992) — працювала терапевтом районної лікарні. Має звання «Заслужений лікар України».
- Брагінець Дмитро Володимирович (1929—2013) — працював головою колгоспу «Зоря».
- Бурий Богдан Степанович (1936—2008) — працював директором Веселівського комбікормового заводу.
- Гудков Григорій Степанович (1939—2008) — був головою правління СВК «Імені Фрунзе».
- Ерьоменко Василь Данилович (1925—2012) — був головою районної ветеранської організації.
- Кириченко Олексій Нестерович ((10 травня 1927 — 9 лютого 2004) — український радянський партійний діяч.
- Коношко Олександр Якович (1924—1989) — працював директором радгоспу «Южний».
- Кузьмінов Павло Миколайович (нар. 23 червня 1930) — працював завідуючим електростанції і директором комунгоспу.
- Любенко Віра Василівна (1921—1990) — працювала вчителем в СШ № 1 і № 2.
- Орел Василь Павлович (нар. 5 лютого 1939) — депутат районної ради, член виконавчого комітету селищної ради.
- Роляк Володимир Григорович (нар. 17 липня 1951) — працював керівником Веселівського Райавтодору. Неодноразово обирався депутатом селищної та районної ради.
- Рудик Володимир Іванович (12 червня 1959 — 6 червня 2014) — був головою Веселівської райдержадміністрації Запорізької області.
- Христич Костянтин Олександрович (нар. 9 серпня 1946) — керівник Веселівського райагробуда. Має звання «Заслужений будівельник України».
- Шраменко Іван Макарович (нар. 19 вересня 1924) — інвалід Великої Вітчизняної війни І групи. Нагороджений багатьма орденами та медалями.[12]

## Цікаві факти
В селищі встановлений найбільший у світі пам'ятник бджолі-трудівниці: її довжина — 7,1 метра, висота — 2,0 метра, ширина — 3,2 метра.